# Czesław Borowczyk

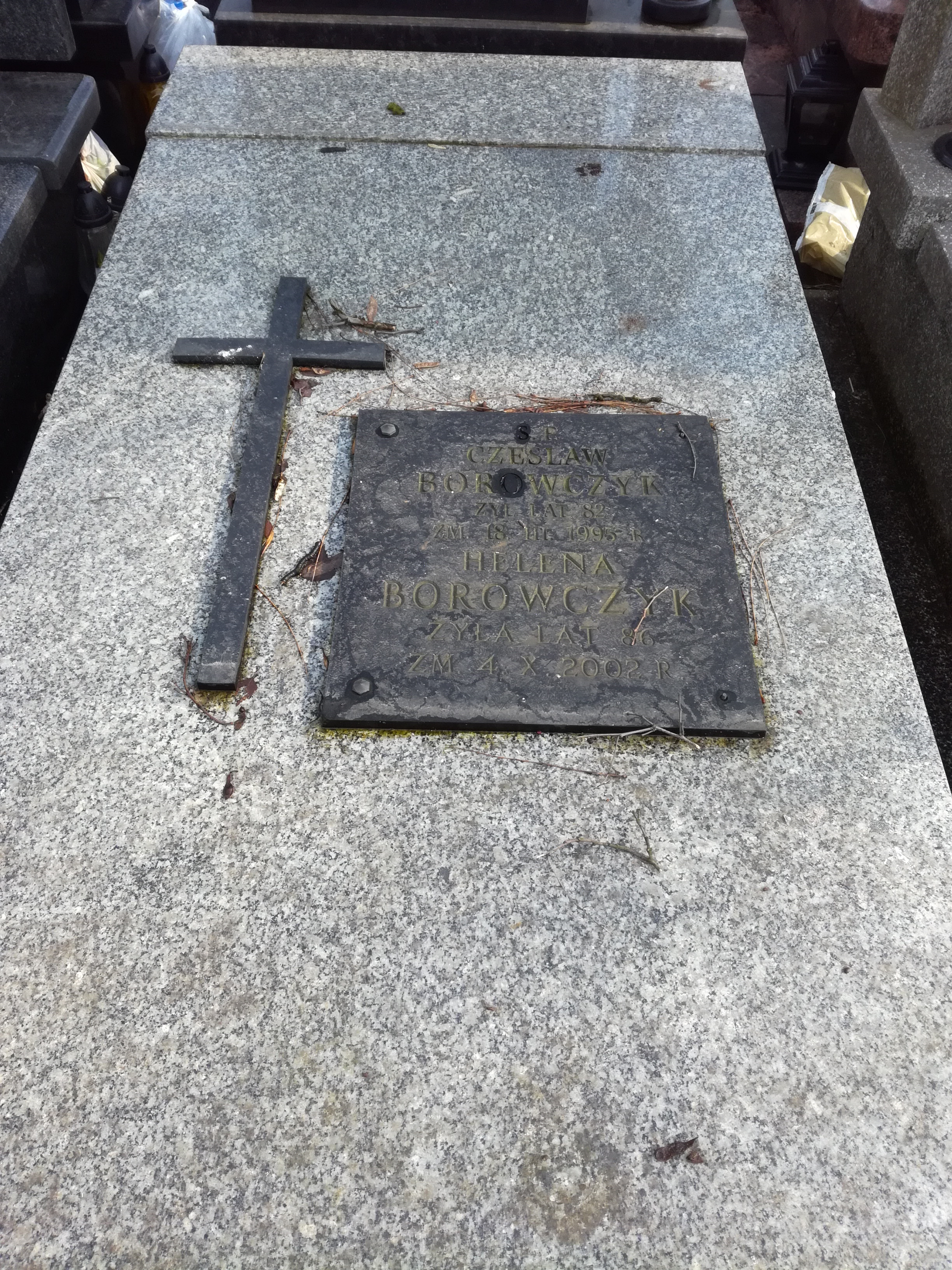
Grób Czesława Borowczyka na cmentarzu Bródnowskim

Czesław Borowczyk (ur. 9 lipca 1912 w Grodzisku Wielkopolskim, zm. 18 marca 1995 w Warszawie) – grafik, rysownik, ilustrator, projektant znaczków pocztowych (m.in. pierwszych polskich znaczków trójkątnych) i pocztówek, twórca drzeworytów i litografii oraz ekslibrisów.

## Życiorys
W 1935 ukończył Wydział Grafiki w Państwowej Szkole Sztuk Zdobniczych i Przemysłu Artystycznego w Poznaniu otrzymując absolutorium u profesorów Jana Woronieckiego i Karola Mondrala. Podjął pracę w „Dzienniku Poznańskim” jako ilustrator dodatku „Nasz Dzienniczek”. W 1936 został ilustratorem i reporterem w „Kurierze Poznańskim” a także współpracował z redakcjami „Przewodnika Katolickiego" i „Tęczy”. Po roku opuścił Poznań i rozpoczął studia w Akademii Sztuk Pięknych w Warszawie. Od 1 marca 1939 był asystentem Stanisława Ostoi-Chrostowskiego, który wykładał w Katedrze Grafiki Artystycznej. We wrześniu 1939 powrócił do rodzinnego Grodziska Wielkopolskiego, ale wkrótce przeprowadził się do Poznania Podczas okupacji Polski pracował jako malarz-dekorator w firmie niemieckiej Heinecke.
W 1944 ożenił się z Heleną Lemańską, z którą miał troje dzieci: Włodzimierza (ur. 1945), Ewę (ur. 1948) i Adama (ur. 1956). Jesienią 1947 ponownie przeniósł się do Warszawy, gdzie mieszkał do końca życia. Zmarł w 1995 i został pochowany na cmentarzu Bródnowskim (kw. 15E-6-2).

## Wybrana twórczość

### Grafika książkowa
- Grodzisk Wielkopolski – Przeszłość • Zabytki • Ludzie, aut. Hilary Majkowski, wyd. Wydawnictwo Stefana Dippla, 1938

### Znaczki pocztowe
- Mistrzostwa Europy w Boksie w Warszawie (nr kat 666), 1953
- 10-lecie PRL (seria), 1954
- Zwierzęta chronione (seria), 1954
- Kwiaty chronione (seria), 1957
- Grzyby polskie (seria), 1959